# Feria Científica Nacional Juvenil
La Feria Científica Nacional Juvenil es un evento anual organizado por el Museo Nacional de Historia Natural de Chile. Esta feria convoca a estudiantes chilenos de enseñanza básica y media de todo el país, y tiene como objetivo la divulgación científica y la valoración de la ciencia en la comunidad escolar. Actividad emblemática del MNHN, fue creada por la directora Grete Mostny, se realiza desde 1970 y es la más antigua de su tipo en Latinoamérica. Es la exposición con más trayectoria en la alfabetización en ciencias de los escolares de Chile.  

## Historia

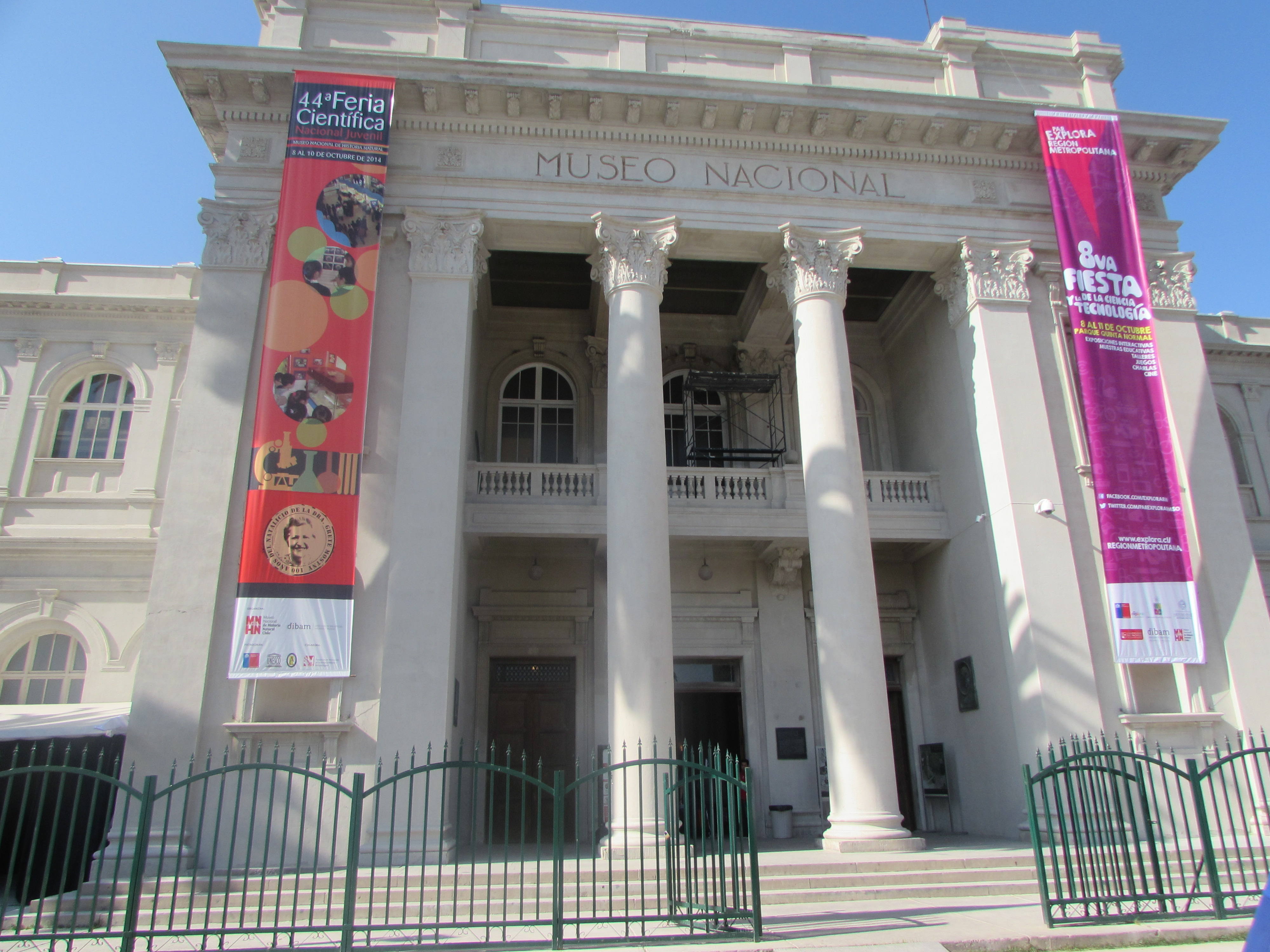
Frontis del Museo Nacional de Historia Natural con pendón de la Feria Científica Nacional Juvenil de 2014.

El antecedente directo de la Feria Científica son las Juventudes Científicas. Ésta era una organización dedicada a la práctica científica en niños y jóvenes, en una modalidad de educación no formal. Las Juventudes fueron creadas en 1967 por la doctora Grete Mostny, en ese entonces directora del MNHN, quien observó modelo de enseñanza en Europa, en los años posteriores a la Segunda Guerra Mundial. Además se contó con la experiencia del profesor Germán Pequeño, quien trabajaba en la Sección de Hidrobiología del MNHN. Pequeño viajó a Bruselas con una beca de perfeccionamiento; en Bélgica pudo apreciar de primera mano la labor del Servicio de Educación del Instituto Real Belga de Ciencias Naturales, donde se realizaban diversas actividades extra escolares relacionadas con la ciencia. Además, Germán Pequeño conoció las experiencias de las Juventudes Científicas belgas, lo que lo motivó a replicar la iniciativa en Chile. El proyecto también contó con el apoyo del entonces ministro de Educación, Juan Gómez Millas, quien designó a dos profesores, Joaquín Billard y Víctor Moraga, para que se hicieran cargo de las juventudes. Por su parte, el director de la Dibam, Roque Esteban Scarpa, aportó con la creación de la primera Biblioteca Científica Juvenil. Posteriormente, Grete Mostny logró que las Juventudes Científicas de Chile fueran aceptadas como miembro asociado del Comité Internacional de Actividades Extraescolares y de Iniciación a la Ciencia (CIC) dependiente de la Unesco.
En sus inicios las Juventudes Científicas contaban con más de 300 socios, por lo que las dependencias del MNHN fueron insuficientes, así como la cantidad de docentes para atender los requerimientos de los alumnos. Para contar con un espacio y una instancia adecuados en 1970, y con motivo del aniversario 140 del museo, se crear la Feria Científica Nacional Juvenil, que se desarrolló en el Salón Central del edificio. Para ello se decide motivar a los estudiantes a que hicieran trabajos relacionados con proyectos de investigación. Además, estos trabajos debían ser expuestos a la comunidad, para dar a conocer los diversos trabajos. 
La primera feria se realizó entre el 3 y el 18 de octubre en el museo y contó con la presencia del ministro de Educación, Máximo Pacheco Gómez y el director de la Dibam, Roque Esteban Scarpa. En la ocasión fueron expuestos 57 proyectos, todos de la Región Metropolitana. 20 de esos proyectos correspondieron a las Juventudes Científicas, los restantes eran de colegios. En ese primer año la feria fue visitada por 40.000 personas. El carácter de las primeras ferias científicas concordaba con los lineamientos de la política educacional del gobierno de la Unidad Popular, esto es la formación de un hombre nuevo, que pudiera acceder a una educación democratizada. Esto se tradujo en que los temas y trabajos presentados en la feria abarcaron una amplia variedad temática, desde las ciencias sociales, pasando por las matemáticas, hasta las ciencias naturales. En 1973, la IV Feria Científica celebró también el centenario de la muerte de Claudio Gay, fundador del MNHN.

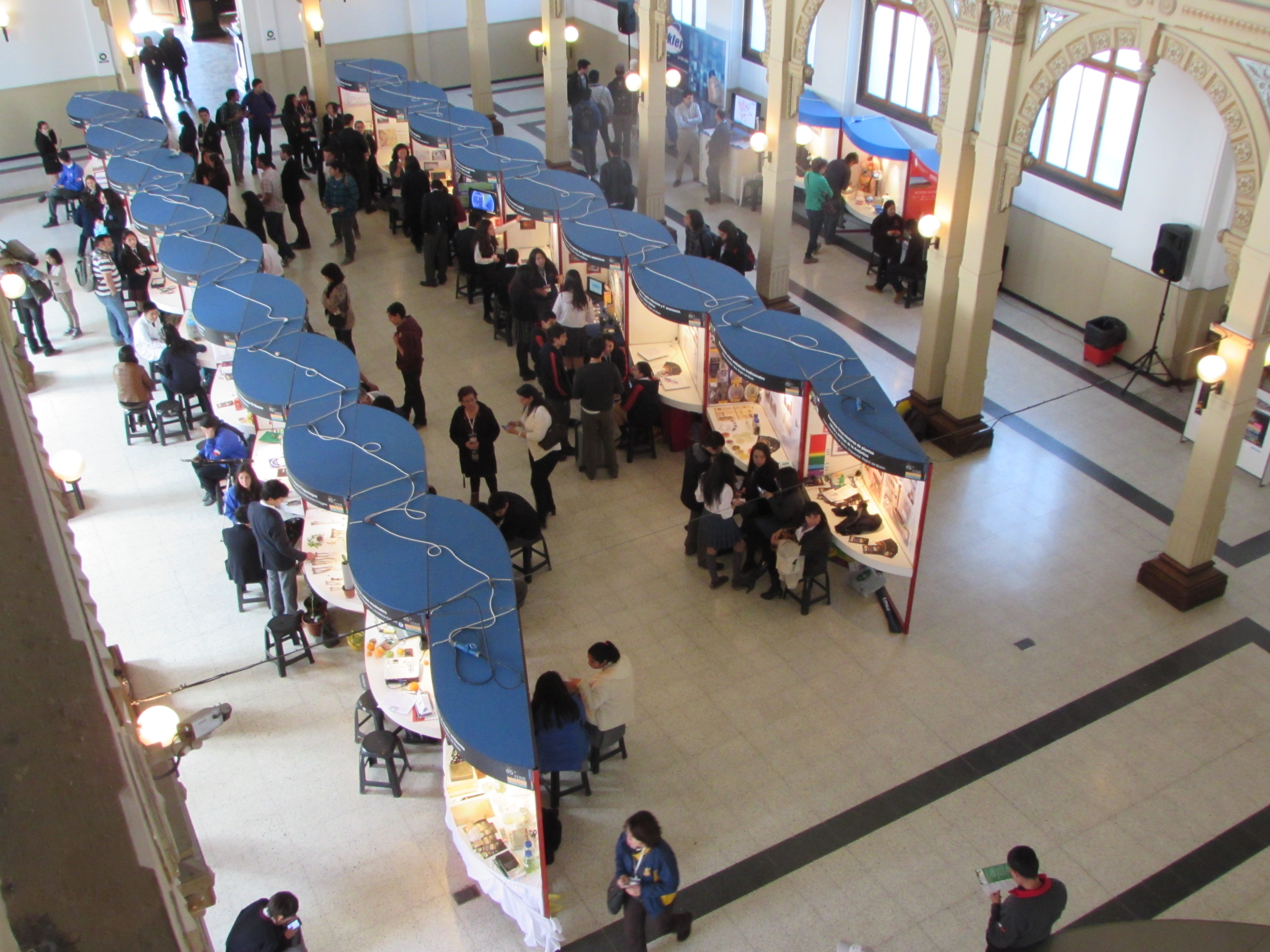
Salón Central del Museo Nacional de Historia Natural, durante la Feria Científica Nacional Juvenil.

En noviembre de 1979 se marca otro hito importante en la historia de la feria, la realización de actividades en conjunto con la Comisión Nacional de Investigación Científica y Tecnológica, Conicyt, que patrocinaba a la feria desde 1973. Ese año comenzó la realización de eventos en paralelo con esta entidad, como el Seminario sobre Actividades Científicas Juveniles que se llevó a cabo a la par de la X Feria Científica. La colaboración entre el MNHN y Conicyt se mantiene hasta la actualidad. 
En 1988 la Feria Científica se amplía la cobertura a todo Chile, abriendo su convocatoria a proyectos provenientes de la totalidad del país. También se modifica la denominación, incorporando a la tecnología, de esta forma, ese año se realizó la XIX Feria Científica y Tecnológica Juvenil. Además, en 1988 la feria trasciende las fronteras chilenas, puesto que la Fundación Andes premia con pasajes a la Feria Internacional de Ciencia y Tecnología, que se realizó en Blumenau, Brasil, donde competían proyectos de Física, Química y Biología. En el año 1990, Unicef se une a Conicyt y la Academia de Ciencias como patrocinador de la feria.
En 1997, la feria se modifica. El entonces director del MNHN, Alberto Carvacho, estipuló que la feria privilegie las ciencias sociales y naturales, por sobre las ciencias exactas y la tecnología. Esta modificación obedece a un alineamiento de los proyectos de la feria con el quehacer de las Áreas Curatoriales del MNHN.